# Манолис Андроникос
Манолис Андроникос (грч. Μανόλης Ανδρόνικος; Пруса (данашња Бурса), 23. октобар 1919. — Солун, 30. март 1992) био је грчки археолог и професор Аристотеловог универзитета у Солуну.

## Биографија
Рођен 23. октобра 1919. у Пруси (данашња Бурса). Године 1923, његова се породица заједно са хиљадама грчких избеглица из Мале Азије склонила у Солун, где је одрастао.
Андроникос је дипломирао на Филозофском факултету Универзитета у Атини и 1952. постао је професор класичне археологије. Касније је наставио студије на Оксфорду (1954—1955), код професора сер Џона Бизлија. Андроникос се вратио на Универзитет у Солуну 1957. године, а 1964. је постао професор.
Дана 8. новембра 1977. године, Андроникос је пронашао симбол Сунце Вергине при археолошким ископавањима у Вергини на северу Грчке. Андроникос је био уверен да је велики тумул (Μεγάλη Τούμπα) у ствари маоузолеј македонских краљева. Након тронедељног ископавања открио је четири гробне коморе са нетакнутим гробницама. Још три су пронађене током 1980-их. Осим гробнице Филипа II Македонског, Андроникос је веровао да је пронашао и гробинцу Александра IV, сина Александра Великог и Роксане; у шта верују и многи други археолози.
Друга, једноставнија гробница број I са две просторије, је вероватно гробница Филипа II Македонског. У њој је пронађен мермерни саркофаг и ковчег (ларнакс) од 24-каратног злата тежак 11 kg, у којем су биле кости преминулих и позлаћених 313 храстових листова и 68 жирева тешких 717 грама. На поклопцу овог ковчега налази се „Сунце Вергине“, симбол који је постао знак грчке Македоније.
Манолис Андроникос је преминуо 30. марта 1992. у 72 години.